# Ignaz Engelberger

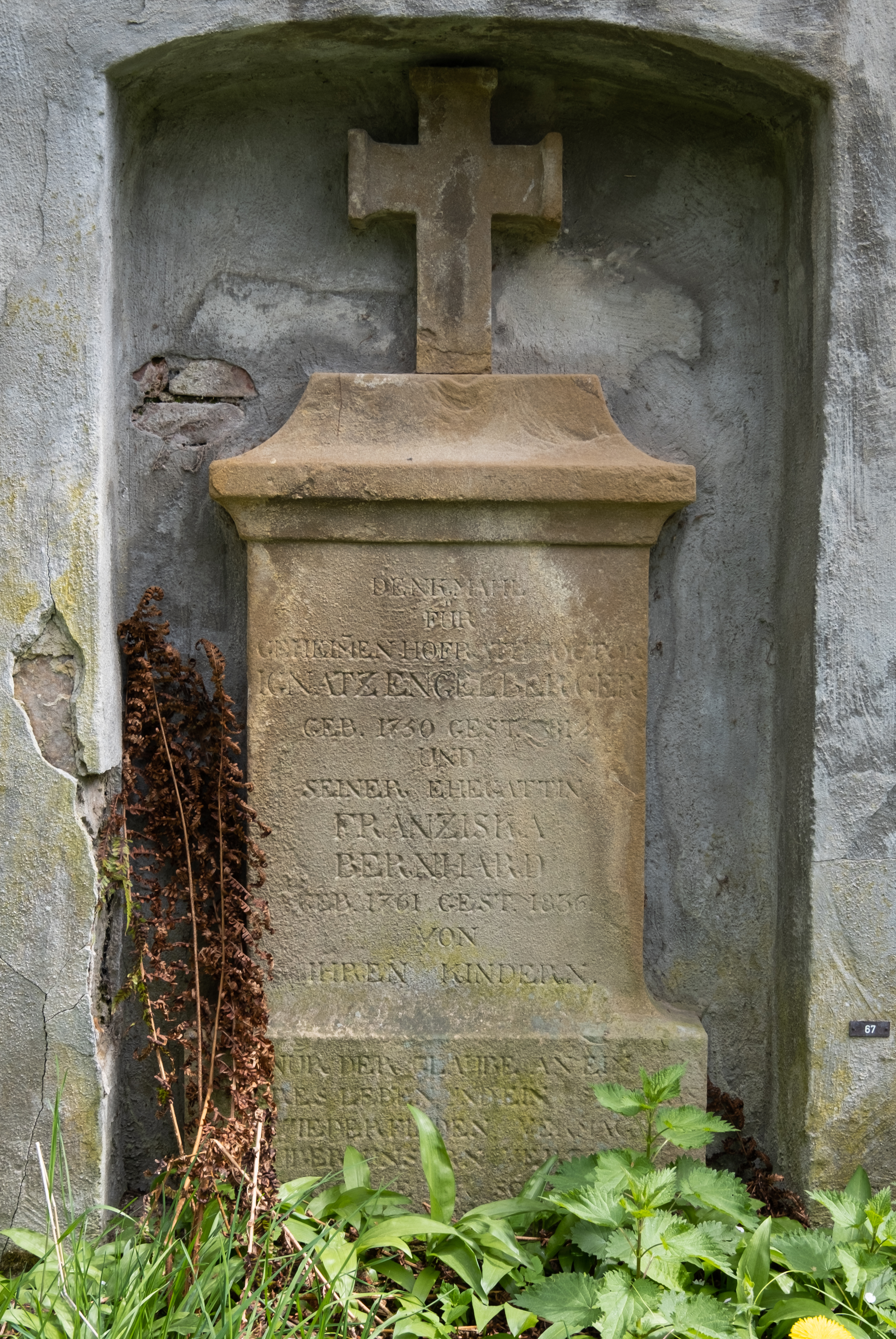
Grabstein auf dem Alten Friedhof in Freiburg

Ignaz Engelberger (* 31. Juli 1750 in Rheinfelden; † 16. November 1812 Freiburg) war der letzte Syndikus der breisgauischen Landstände sowie großherzoglich badischer Kreis- und Hofrat.

## Leben
Engelberger erwarb den Doktorgrad in Rechtswissenschaften und nahm seine Tätigkeit als Sekretär der Landstände auf.
Engelberger wurde 1786 Mitglied der Freimaurerloge „Zur edlen Aussicht“ im Orient Freiburg, wo er 1789 bis 1790 und 1810 bis 1812 auch als Meister vom Stuhl tätig war. Er stand im Briefverkehr mit dem Dichter Johann Georg Jacobi.
Zunächst Anhänger des Josephinismus, stand er anfänglich auch den Ideen der französischen Revolution positiv gegenüber. Angesichts der Gewaltausbrüche im Laufe der Revolution wandte er sich ab und engagierte sich als Patriot gegen Frankreich. Im Zuge der französischen Besetzung des Breisgaus 1796 flohen viele Amtsträger, so auch der bisherige Syndikus der Landstände, Dr. Baumann. Engelberger füllte die Lücke und bemühte sich, in den Verhandlungen mit den Franzosen die Besatzungslasten zu mildern. Als Baumann im Juni 1797 zurückkehrte, konnte sich Engelberger mit Unterstützung des Ritterstandes und des Dritten Standes in der Position als Syndikus aller drei Stände (= gemeinständisch) halten und auch der zunächst opponierende Prälaten-Stand lenkte bald ein.
Nachdem 1801 im Frieden von Lunéville der Breisgau erneut dem Herzog von Modena als Entschädigung zugesprochen wurde, versuchte Engelberger zusammen mit dem Abt des Klosters St. Blasien, Berthold Rottler und dem vorderösterreichischen Regierungspräsidenten Joseph Thaddäus von Sumerau, die Besitztümer der Klöster und die landständische Verfassung im Breisgau durch Intervention am Wiener Hof abzusichern. Die ihm dort angebotene Hofratsstelle und die Erhebung in den Adelsstand lehnte er ab. Im Sommer 1803 versuchte Engelberger im Auftrag der Landstände vergeblich, bei der schweizerischen Tagsatzung die Freigabe der Besitzungen des Damenstifts Säckingen im Fricktal zu erreichen.
Mit der Regierungsübernahme durch Hermann von Greiffenegg, dem Regierungspräsidenten des Erzherzogs Ferdinand, wurde die Unabhängigkeit der landständischen Institutionen eingeschränkt. Die Rechtsvertreter der Stände wurden zu Landesbeamten gemacht. Engelberger wandte sich vehement gegen diese Änderung. Im Dezember 1803 beförderte ihn Greiffenegg aus den ständischen Institutionen hinweg zum österreichisch-modenesischen Appellationsrat (Herzogtum Modena-Breisgau).
Nach dem Übergang des Breisgaus an Baden verfasste Engelberger die „Vorstellung des breisgauischen Ritterstandes an den Kurfürsten von Baden vom 11ten Juni 1806.“
Am 13. Oktober 1807 wurde die Ernennung Engelbergers zum Geheimen Hofrat bei der Regierung des Oberrhein Kreises und zum Vorsitzenden der katholischen Kirchenkommission publiziert.
Er war verheiratet und hatte eine Tochter, welche den Arzt Peter Joseph Schneider heiratete.